# Marian Karolak
Marian Karolak (ur. 15 lutego 1915 w Warszawie, zm. we wrześniu 1944 w Warszawie) – polski bokser.

## Kariera
Przygodę ze sportem rozpoczął w 1933 roku od uprawiania zapasów i podnoszenia ciężarów. Szermierki na pięści uczył się w rodzinnym mieście od 1935 roku w klubie PZL Warszawa. Odbywając trzyletnią służbę wojskową w marynarce wojennej, od 1936 roku reprezentował barwy klubu Flota Gdynia, w której to odniósł największy w karierze sukces sportowy. Startując w mistrzostwach Polski, został mistrzem kraju w 1938 w kategorii półciężkiej, a rok później w 1939 wystąpił w reprezentacji Polski odnosząc zwycięstwo.
Poległ podczas Powstania Warszawskiego.